# Колледж Принца Уэльского
Колледж Принца Уэльского (англ. Prince of Wales College, PWC) — бывший университетский колледж в Шарлоттауне, Остров Принца Эдуарда, Канада. 
На его основе в 1969 году создан современный Университет Острова Принца Эдуарда.

## История
В 1804 году лейтенант-губернатор Эдмунд Фаннинг выделил землю в Шарлоттауне для строительства первого в истории Острова Принца Эдуарда колледжа, под наименованием «Окружная школа» (district school). В 1821 году Окружная школа была преобразована в «Национальную школу» (National School), которая в 1835 году в очередной раз реформировалась в «Центральную академию» (Central Academy). В начале 1850-х годов Центральная академия была распущена и на её основании в 1856 году региональная «Нормальная школа для подготовки учителей» (Normal School for training teachers).
В 1860 году Нормальная школа для подготовки учителей была переименована в Колледж Принца Уэльского в честь визита принца Эдварда, ставши позднее королём Эдвардом III. Значительное увеличение учебной базы произошло в конце 1920-х годов, когда на месте первоначального кампуса строительная фирма «Marani & Paisley» начала строить новые здания кампуса по проекту архитектора Фердинанда Герберта Марани. Строительство нового кампуса завершилось в 1932 году. В XX веке Колледж Принца Уэльского предоставлял высшее образование светского внеконфессионального характера, в связи с чем приобрёл среди местных католиков «протестантский» ярлык. В этот колледж поступали женщины-католички, которым запрещалось обучаться в католическом Университете Святого Дунстана.
В 1965 году региональное правительство выдало лицензию на выдачу дипломов государственного образца. Первые дипломы бакалавров были выданы весной 1969 года.
В 1960-х годах местное правительство проводило реформу образования, предпринятую в рамках Комплексного плана развития провинции Острова Принца Эдуарда и инициировало объединение Университета Святого Дунстана и Колледжа Принца Уэльского (PWC), на основе которых в мае 1969 года был создан современный Университет Принца Эдуарда. Кампус Колледжа Принца Уэльского на Грофон-стрит был передан был передан региональному правительству и стал частью Университета Острова Принца Эдуарда. В начале 1970-х годов в этом кампусе разместился современный Холлэнд-колледж.